# 마인드 업로딩
마인드 업로딩(영어: whole brain emulation (WBE), mind uploading, mind/brain upload) 또는 정신 전송(精神転送, 영어: mind transfer, mind copying)은 트랜스휴머니즘이나 사이언스 픽션에서 사용되는 용어이며 인간의 마음을 컴퓨터와 같은 인공물에 전송하는 것을 말한다.
마빈 민스키와 같이 지능을 기계적인 물건이라고 생각하는 사람이나 한스 모라백이나 레이 커즈와일과 같이 로봇과 인간의 사회적 융합을 추진하는 사람 등이 특히 정신 전송의 가능성을 공언하고 있다.
정신을 컴퓨터에 전송하는 경우 그것은 일종의 인공지능의 형태가 된다고 생각할 수 있으며 이것을 인포모프(Informorph) 혹은 "noomorph"라고 부르기도 한다. 인공적인 신체에 전송하는 경우 의식이 그 신체로 한정된다면 이것은 일종의 로봇이 된다. 어쨌든 전송된 정신의 원래의 본인인 것처럼 느낀다면 이것들은 인권을 주장한다고 생각할 수 있다.
로봇 공학을 사용한 신체에 정신을 업로드하는 것은 인공지능의 목표의 하나로 여겨지기도 한다. 이 경우 뇌가 물리적으로 로봇의 신체에 이식되는 것이 아니라 정신(의식)을 기록하고 그것을 새로운 로봇의 두뇌에 전송한다.
정신 전송의 발상은 개인이란 무엇인가, 영혼은 존재하는가 하는 많은 철학적 의문을 일으키게 해 많은 논자를 끌어당긴다. 생기론의 입장에서는 정신 전송은 본질적으로 불가능으로 여겨진다.
레이 커즈와일의 저서 '특이점이 온다'에 따르면, 이론상 사람의 뇌를 시뮬레이션하는데 필요한 연산 능력은 10^16cps(calculations per second)이다.
정신 전송이 이론적으로 가능하다고 판명되었다고 해도 현재 정신상태를 복제할 수 있을 만큼 정밀하게 기록하는 기술은 없다.

## 이론적 방법
정신 전송은 아직도 탁상공론에 지나지 않는다. 정신 전송을 실현하는 기술은 아직 존재하지 않는다. 그러나, 이론적인 정신 전송 수법은 얼마든지 제안되어 왔다.

### 블루 브레인 계획과 계산문제
2005년 6월 6일, IBM와 스위스의 로잔 연방 공과대학교는, 인간의 뇌의 완전한 시뮬레이션을 구축하는 '블루 브레인(Blue brain) 계획'의 개시를 발표했다. 이 프로젝트는 IBM의 블루 진(Blue Gene) 설계에 근거한 슈퍼컴퓨터를 사용하고, 뇌의 전기 회로를 재현한다. 인간의 인지적 측면의 연구와 자폐증 등의 신경세포의 장애에 의해서 발생하는 여러 가지 정신 장애의 연구를 목적으로 한다. 당면한 목표는, 래트의 신피질의 일부를 정확하게 모의하는 것이며, 이것은 인간의 대뇌 신피질과 비슷하다. 그 다음에, 지능과 깊게 관련된다고 여겨지는 대뇌 신피질 전체의 모의하고, 그 다음 인간의 뇌 전체로 진행시켜 나간다.
그렇지만, 블루 브레인 프로젝트의 주임 연구자 헨리 마크럼(Henry Markram)이 "지적 뉴럴 네트워크(neural network)를 구축하는 것은 최종 목표는 아니다"라고 말하고 있는 점은 중요하다. 또, 그는 인간의 뇌의 정확한 시뮬레이션이 컴퓨터 상으로 가능할 것인가의 질문에 다음과 같이 답했다:
| “ | "그것은 불가능이라고 생각되고, 필요하지도 않다. 뇌 안에서는 각각의 분자가 강력한 컴퓨터이며, 그것을 정확하게 시뮬레이트하려면 , 방대한 수의 분자와 분자 간의 상호작용을 시뮬레이트할 필요가 있어 매우 곤란하다. 아마 현존하는 컴퓨터보다 훨씬 더 강력한 것이 필요할 것이다. 동물의 복제를 만드는 것은 간단하고, 일부러 컴퓨터 상에서 동물의 복제를 만들 필요는 없다. 그것은 우리의 목표는 아니다. 우리는 생체계의 기능과 오동작을 이해하는 것으로 인류에 도움이 되는 지식을 얻으려 하고 있다" | ” |

정신 전송의 신봉자는, 무어의 법칙을 인용해, 필요한 컴퓨터 성능이 최근 수 십 년 안에 실현된다고 주장한다. 다만, 그러기 위해서는 1970년대 이후 주류가 되고 있는 반도체 집적회로 기술을 뛰어넘은 기술이 필요하다. 몇 개의 신기술이 제안되었으며 프로토타입도 공개되었다. 예를 들면, 린화 인지움 등을 사용한 광집적회로에 의한 광 뉴럴 네트워크가 있으며, 2006년 9월 18일, 인텔이 공표했다. 또, 탄소 나노 튜브에 근거한 삼차원 컴퓨터도 제안되고 있어 개개의 논리 게이트를 탄소 나노 튜브로 구축한 예가 이미 있다. 또, 양자 컴퓨터는 신경계의 정확한 시뮬레이션에 필요한 단백질구조예측 등에 특히 유효하다고 생각되고 있다. 현재의 방식에서는, 블루 브레인 프로젝트가 블루 진을 사용하고 있듯이 기존 형태의 아키텍처의 강력한 컴퓨터를 사용한 ab initio 모델링 등의 방법이 필요하다. 양자 컴퓨터가 실현되면, 양자역학적인 계산에 필요하게 되는 용량이나 에너지는 삭감되고 마크럼(Markram)이 말하는 뇌 전체의 완전한 시뮬레이션에 필요한 성능이나 용량도 감소한다고 생각할 수 있다.
최종적으로, 여러 가지 신기술에 의해서, 필요한 계산 능력을 넘는 것은 가능하고 예측되고 있다. 레이 커즈와일의 수확 가속의 법칙(무어의 법칙의 변형)이 진실이라면, 기술적 특이점을 향한 기술 개발의 속도는 가속해 나가, 비교적 사소한 정신 전송 기술의 발명에 의해서 2045년 즈음에는 기술적 특이점이 발생한다고 예측된다.

### 연속절편화
정신 전송과 아주 유사한 방법으로서 연속절편화가 있다. 이 경우, 뇌세포와 주변의 신경계를 동결시켜, 조금씩 얇게 잘라 절편화한다. 이 방법에는 초마이크로톰으로서 다이아몬드 나이프를 사용한 반 자동적인 수법과 레이저를 사용한 자동화 수법이 있다. 이와 같이 해서 완성된 절편을 투과형 전자현미경 등의 고해상도의 장치로 스캔한다. 그 결과를 삼차원화해, 적당한 에뮬레이션 하드웨어 상의 변환 알고리즘을 사용해 업로드한다. 즉, 이 수법에서는 오리지널의 뇌는 얇게 잘리기 때문에 물리적으로 파괴된다.

### 뇌세포의 순서대로 목표치환
이 방법에는 테세우스의 배와 유사한 문제도 있다.

#### 사이보그화
나노 머신을 사용한 기법과도 관련되지만, 보다 실현 가능성이 높은 방법으로서 인공 뇌를 완성시키고 나서 유기뇌와 바꿔 넣는 '뇌의 사이보그화'를 생각할 수 있다. 한 번에 전체를 바꿔 넣는 것이 아니라, 서서히 바꿔 넣어 가는 방법도 생각할 수 있어 환자의 의식에 변화가 없는 것을 확인하면서 진행시켜 나갈 수 있다.

#### 나노 기술
보다 진행된 이론 상의 기법으로서 나노 머신을 뇌 내에 주입해, 뇌의 신경계의 구조와 활동을 나노 머신이 읽어낸다는 방법을 생각할 수 있다. 한층 더 적극적으로, 나노 머신이 신경세포를 인공적인 신경으로 치환해 나간다고 하는 방법도 생각할 수 있으며, 이 경우, 유기 뇌에서 인공 뇌로의 이행이 서서히 진행해 그 사이에 의식이 중단되지 않게 된다. 이것은 예를 들면, 인터넷 상의 컴퓨터를 서서히 새로운 하드웨어에 옮겨 놓아 가는 것과 유사하다.

### 뇌 이미징
뇌기능 이미징 기술이 진화한 것을 사용하여 비파괴적으로 뇌의 삼차원 모델을 구축하는 방법도 생각할 수 있다. 이 경우, 외부에서 관측하여 얼마의 해상도를 얻을 수 있는가 하는 것이 문제가 된다. 현재에도 나노미터 단위의 이미징은 가능하지만, 그 경우는 연속절편화에서 말한 것 같은 뇌의 물리적인 파괴가 필요하다.

### 블랙 박스
그랙 이간의 작품에 있듯이, 실용적인 관점에서는 뇌를 블랙 박스로서 취급해 단지 외계에서의 자극에 대해서 어떻게 반응할까조차 알 수 있게 되면 뇌의 모델을 구축할 수 있어 정신 전송이 가능하단 생각도 있다. 이 경우, 자기'란 무엇을 말하는 것인가 하는 철학적 문제가 생긴다. 철학적 좀비·중국어 방도 참조.

## 복사인가 이동인가
정신 전송 기술은 의식의 복사를 전제로 하고 있는 것과 이동을 전제로 하고 있는 것이 있지만, 컴퓨터를 이용해 어떠한 뇌의 시뮬레이션을 실시하는 것인 이상, 그것은 컴퓨터상의 파일과 같이 복사 가능하다. 다만 예외로서 양자 뇌 이론이 올바른 경우에는 클론 불가능 정리가 있기 때문에 이동만이 가능하고 복사는 불가능하게 된다. 그 시뮬레이션을 제작하기 위해서 본래의 뇌를 파괴하지 않는 방법을 사용할 경우, 그 시뮬레이션된 의식은 생존 중인 인간의 복사본이다. 다만, 연속절편화와 같이 뇌를 파괴하는 방법도 생각되고 있다. 어쨌든, 같은 뇌에서 빼앗긴 2개의 버전이 있었을 때, 복사 시점까지의 기억이 같아도, 그 후의 경험이 다르면, 양자의 차이는 서서히 커져 갈 것이다.
같은 오리지널에서 나온 복사가 복수 존재하는 경우, 각각의 이해가 반드시 일치한다고는 생각할 수 없고, 복잡한 문제가 생기는 것은 쉽게 상상할 수 있다. 이것은 예를 들면 전송장치의 고장으로 복수의 복사본이 생겨 버렸을 때의 문제와 닮아 있다. 컴퓨터상에서는 복사를 만드는 것은(자원만 있으면) 무한하게 가능하고, 그것들이 각각 활동하는 경우를 상상할 수도 있다.
존 락은 1689년의"An Essay Concerning Human Understanding"에서 자아의 동일성에 대해 다음과 같은 판단 기준을 제안했다. 즉, 만약 당신이 과거에 무엇인가를 생각하고 있던 것을 기억하고 있다면, 그 생각하고 있던 인물과 당신은 동일하다는 것이다. 그 후, 철학자 등은 동일성 문제에 관한 여러 가지 변형들을 제안해 왔다. 그 대부분은 불 논리를 적용하여 생긴 것이다. 퍼지 논리에 따르면, 락의 제안은, 자아의 동일성을 이산적인 값이 아니라 연속적인 것으로 취급하는 것이 타당한 것으로 나타난다.
정신 전송에서는, 복사가 만들어진 시점에서는, 양자(복사원과 복사처)는 거의 동일한 인물이 2개의 실체(인스턴스)라고 말할 수가 있다. 그러나, 시간이 흐르면서 두 사람의 차이가 커져 간다고 생각할 수 있다.
뇌의 파괴를 수반하는 방법(연속절편화 등)에서는 이것을 정신의 복사라고 보는지 이동이라고 보는지는 어려운 문제이다. 이것은 심리철학에 대해서 각자가 어떠한 생각을 가지고 있을까에 의존하는, 정답이 하나가 아닌 문제이다.
이러한 철학적인 문제에 관련해서, 서서히 뇌를 이동시키는 방법(상술한 나노 머신을 이용하는 것 등)이 바람직하다고 생각하는 사람도 있다. 그 사이 의식을 잃지 않는다면, 이것은 통상의 신진대사로 뇌를 구성하는 분자가 항상 바뀌고 있는 것과 전혀 다르지 않다.

## 윤리상의 문제
정신 전송에는 여러 가지 윤리적 문제가 있다. 정신 전송 기술이 실현되었을 때, 재산권, 자본주의, 인간이란 무엇인가, 내세, 신이 인간을 만들었다는 아브라함의 종교의 관점 등의 개념과 경합할지도 모른다. 그런 의미에서 정신 전송의 윤리적 문제는 이식 등의 신체적 연명/개량 기술의 윤리 문제의 연장상에 있다. 이것은, 생명윤리학의 범주가 된다. 또, 사이언스 픽션은 말한 문제를 취급하는 역할도 있다.
다른 문제로는 업로드된 정신이 오리지널과 완전히 같은 사고나 직관을 가지는지, 그렇지 않으면 단지 기억과 개성의 복사본에 지나지 않는 것인가 하는 문제도 있다. 이 차이는 제삼자는 모를 것이고, 당사자도 모를지도 모른다. 그러나, 직관이 없어진다고 하면, 파괴적인 뇌 스캔으로 정신 전송 하는 것은 살인을 의미한다. 이 때문에, 정신 전송에 반대 입장을 취하는 사람도 많다.

## SF의 정신 전송
- 정신 전송은 사이언스 픽션의 전형적인 주제 중 하나이다. 초기의 예로서는, 젤라즈니의 1967년의 소설 "신들의 사회", 폴의 1955년의 단편 "허영의 거리"가 있다. 유사한 테마의 작품으로서는, 존스의 1931년의 단편 "The Jameson Satellite"가 있다(인간의 뇌가 기계에 이식된다). 또, 스테이플던의 1930년의 "마지막에 해 최초의 인류"에서는, 이동 불가능한 기계 내에서 인간과 같은 유기적 뇌가 성장한다.
- 또 1개의 초기의 예로서 철학자이며 논리학자인 베르틸 마르텐손(Bertil Martensson)의 1968년의 소설 Dettaar verkligheten이 있다. 같은 책에서는 과밀하게 인구를 제어하기 위해서 사람들이 업로드된 상태로 생활하는 모습을 그리고 있다. 딕의 1969년의 소설 "유빅크"는 지금까지의 이런 소설의 집대성이라고도 해야 할 내용이었다.
- 프레더릭 폴의 히치 연대기에서는, 로비넷 프로드헤드는 인간으로서는 죽지만, 그의 아내(계산기 과학자)가 컴퓨터 프로그램 '지크프리트 폰 슈링크'를 사용해 "64 기가비트 공간"(1976년의 "게이트웨이"로의 표현)에 남편의 정신을 업로드한다. 히치 연대기는 깁슨의 "뉴로만서"이전에 사이버 공간에서의 물리·사회·성·오락·과학을 그리고 있으며 사이버 펑크 소설로 일반화한 사이버 공간과 메타 공간의 상호작용도 그렸다. "뉴로맨서"에서는, 주요 등장 인물이 해킹 툴로서 사이버 범죄자 딕시 플랫라인(Dixie Flatline)의 인공적 인포모프를 사용한다. 이 인포모프는 임무 완료 후에 삭제된다는 약속에서 작동한다.
- 루디 래커의 "웨어 3부작"의 하나 "소프트웨어"(1982년)에서는, 주인공 컵 안다스탄은 인조인간의 신체에 정신 전송된다.
- 그레그 이건은, 정신 전송의 기술적 측면 뿐만이 아니라, 철학·윤리·법률·동일성이라는 여러 가지 면을 취급하고 있다. "순열 도시"와 "디아스포라"에서는, 뇌 스캔에 근거하는 시뮬레이션에 의해서 복사본이 만들어진다. 또, "주얼헤드 (Jewelhead)"에서는, 두개골에 파묻힌 작은 컴퓨터에 정신을 전송해, 그 후 유기뇌가 외과적으로 제거되는 세계가 그려져 있다.
- 고마츠사쿄의 단편 "결정 성단"에서는, 심우주 탐사선의 컴퓨터에 있는 인물의 정신을 전송 해 배웅한다.
- 하기오 모치사토의 "은의 삼각"(1982년)에서는, 클론 기술과 정신 전송 기술에 의해서 불사가 실현된 세계가 그려져 있다.
- 텔레비전 애니메이션 "기동전사 건담 00"및 그 관련 작품에서는, 건담 대가인 티에리아 아데를 포함한 "이노베이드"라는 인조인간들의 정신이, "베다"라는 양자 컴퓨터와 링크하고 있어, 레벨의 높은 이노베이드는 뇌 양자파나 베다나 그 터미널을 개입시켜 다른 이노베이드의 신체(생체 단말)를 사용하는 것이 가능하다. 물론 베다나 그 터미널 자체에도 그 이노베이드 자신의 정신을 두는 일도 가능하다.
- 텔레비전 애니메이션 "SD건담 포스"에 두고, 자코렛드가 원래의 신체인 코만다사자비에 자신의 의식을 전송하는 장면이 있다. 당연 그 반대도 가능하다.
- 텔레비전 애니메이션 "제가페인"에서는, 현실 세계에서 지구 전 국토에 지극히 치사율의 높은 바이러스가 살포되었으며, 피할 수 있던 극소수의 사람들이 양자 컴퓨터에 만들어진 가상 공간의 마을로 육체마다 전송되어, 주인공 소골 쿄우도 거기서 살고 있다. 하지만, 자신들이 컴퓨터 안에 살고 있다는 것을 깨닫고 있는 사람은 드물다.
- 시로의 "애플시드"나 "공각기동대"에서는, 나노기술의 응용으로서 컴퓨터화나 컴퓨터와 인공지능과의 융합, 사이보그로의 "뇌의 증량" 등을 한다.
- 데즈카의 "불의 새 부활편"에서, 주인공 레오나가, 사고사했을 때에 자신이 남은 뇌에 전자 두뇌를 추가해 부활하며, 로봇인 치히로(그에게는 치히로가 미소녀로 보인다)와 사랑에 빠져 최종적으로 일체의 로봇인 로비타에 융합하는 작품이 있다.
- 영화 "트론"에서 주인공이 컴퓨터에 수용되는 장면이 있지만, 이것은 의식 뿐만 아니라 신체도 동시에 빼앗는 마레타 작품의 예이다.
- 영화 "아바타"에서는, 하반신 불수의 주인공이 유전자 조작에 의해서 만들어진 육체(아바타)에 정신을 전송하여 혹성 '나비'의 거주자가 되며 끝난다.

## 정신 전송의 지지자
라엘리안 무브먼트의 신자는 클론 기술을 사용한 영원의 생명의 실현을 위해 정신 전송을 필요로 한다. 또, 컴퓨터 상에서 사는 것도 선택 사항 중 하나로 여겨진다.
물론, 종교를 가지지 않은 신경 과학자나 인공지능 학자(마빈 민스키 등) 중에도 정신 전송의 신봉자는 있다. 1993년, 조 스트라웃(Joe Strout)은 마인드 업로딩 홈페이지 (Mind Uploading Home Page)라고 명명한 작은 웹 사이트로 시작해 인체 냉동 보존 써클 등 넷상의 여기저기에서 선전을 시작했다. 이 사이트 자체는 최근까지 별로 활발하게 갱신되지는 않았지만, 랜달 A 쾬(Randal A. Koene)의 MindUploading.org와 같은 취지의 사이트가 등장하고 있다(쾬은 메일링 리스트도 주최하고 있다). 이것들은 정신 전송을 불치병에 대항하는 의료 수단의 일종이라고 보고 있다.
트랜스휴머니즘의 신봉자의 상당수는 정신 전송 기술의 개발을 바라보고 있고, 21세기 중에 그것이 실현된다고 예측하고 있다. 어느 의미에서 정신 전송의 실현이 트랜스 휴머니즘 운동의 최종 목표의 하나이기도 하다.
그레고리 S. 폴(Gregory S. Paul)과 얼 D. 콕스(Earl D. Cox)의 저서 Beyond Humanity: CyberEvolution and Future Minds에서는 컴퓨터가 직관을 가지도록 진화하는 모습을 그리고 있지만, 동시에 정신 전송도 취급하고 있다.
트랜스휴머니즘의 신봉자이며 기술적 특이점의 가능성을 지적한 인물, 레이 커즈와일은 보통 수준의 인공지능을 낳는 민첩한 방법으로서 "인간의 뇌의 역 공학"을 시사했다. 그는, 이러한 표현으로 뇌의 동작 원리에 근거한 새로운 지능의 생성을 가리키고 있기도 하지만, 뇌의 상세한 스캔과 시뮬레이션에 의해서 개인의 정신을 업로드하는 것을 가리키고 있기도 한다. 이것에 관해서는, 그의 저서 특이점이 온다 (The Singularity is Near)의 pp. 198-203 등에서 논해지고 있다.

## 정신의 백업
정신 전송의 기술을 응용하면, 개인의 정신(의식)의 백업할 수 있다. 그리고, 그 개인이 사망 시에 백업한 것에서 당사자의 정신의 복제를 만드는 것이다. 이런 종류의 설정도 SF소설에는 자주 등장한다.

## 같이 보기
- 인공지능
- 튜링 테스트
- 가상 현실
- 모의현실
- 뇌-컴퓨터 인터페이스
- 뇌이식
- 스왐프맨
- 사이보그
- 영혼
- 순간 이동

## 참고 문헌
1. ↑  Herper, Matthew (2005년 6월 6일). “IBM Aims To Simulate A Brain”. Forbes. 2006년 5월 18일에 원본 문서에서 보존된 문서. 2006년 5월 19일에 확인함.
2. ↑  “보관된 사본”. 2007년 7월 13일에 원본 문서에서 보존된 문서. 2014년 4월 30일에 확인함.
3. ↑  “보관된 사본”. 2007년 1월 27일에 원본 문서에서 보존된 문서. 2014년 4월 30일에 확인함.
4. ↑  “보관된 사본”. 2008년 12월 4일에 원본 문서에서 보존된 문서. 2017년 6월 24일에 확인함.
5. ↑  http://pubs.acs.org/cen/topstory/7936/7936%5B깨진+링크(과거+내용+찾기)%5D notw1.html
6. ↑  More, Max; Raymond Kurzweil (2002년 2월 26일). “Max More and Ray Kurzweil on the Singularity”. 2007년 9월 27일에 원본 문서에서 보존된 문서. 2007년 1월 19일에 확인함.
7. ↑  Strout, Joe (2/09/97). “The Issue of Personal Identity”. 2006년 5월 19일에 확인함.
8. ↑  Roos, Dave, Eternal Life Through Cloning 보관됨 2012-10-17 - 웨이백 머신, g4tv.com. 수집일 2007년 3월 31일